# Espineta de Tasmània
L'espineta de Tasmània (Acanthornis magna) és una espècie d'ocell de la família dels acantízids (Acanthizidae) i única espècie del gènere Acanthornis Legge, 1887.

## Hàbitat i distribució
Habita sotabosc dens amb falgueres.